# 秋川市
秋川市（あきがわし）は、東京都の西部、多摩地域に位置していた市。1995年（平成7年）9月1日に五日市町と合併してあきる野市となった。

## 概要

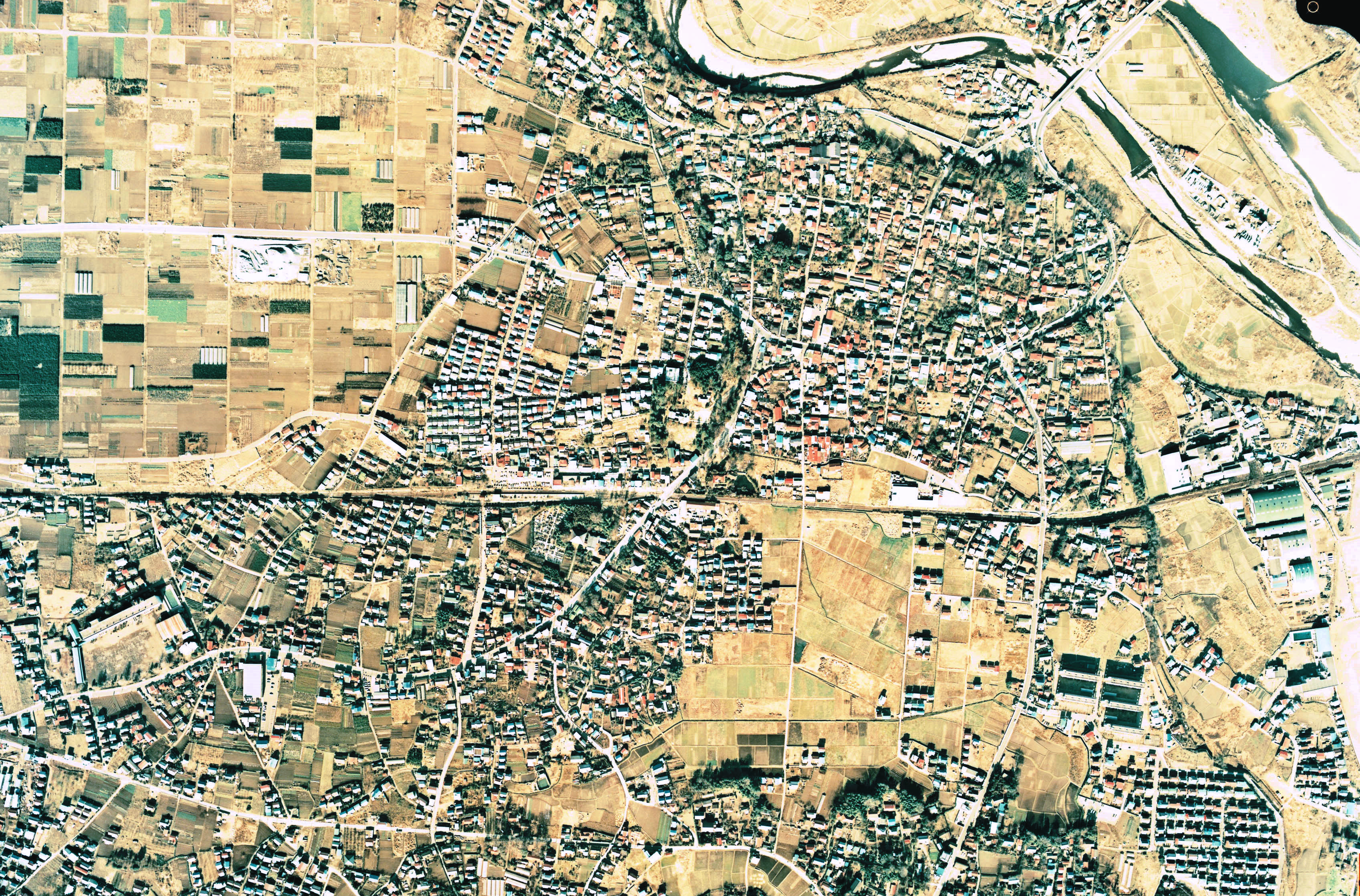
秋川市中心部
1974年度撮影

東京都心から西側へ約45kmにある西多摩地域の秋川渓谷・関東山地の東側と秋留台地に位置し、中心部には多摩川、秋川、平井川が流れており、その流域は秋川流域の農業地帯として発展してきた。
第二次世界大戦後の高度経済成長期には、秋多町（あきたまち）であった1960年代頃から、都心の過密化を緩和するためベッドタウンとして発展した。
1972年（昭和47年）5月5日には秋多市を即時改称して秋川市となり、約3万人の人口で単独市制を果たした。
人口はその後も増加し、1990年には5万人を突破した。合併直前には人口が約5万5000人近くまで跳ね上がった。

## 地理
丘陵地帯の関東ローム層と断層歴層の地層地帯であり、最高地点は346.1mであり、最低地点は98.0mである。
- 河川：多摩川、秋川、平井川、鯉川、氷沢川

### 隣接していた自治体
- 八王子市
- 青梅市
- 福生市
- 羽村市
- 西多摩郡五日市町
- 西多摩郡日の出町

## 歴史
二宮神社から縄文土器が発見されたことから縄文時代から居住していたと考えられ、弥生時代から農地が開発されて田園地帯が形成された。奈良時代から平安時代にかけては国分寺建立のために瓦の製造地として利用され、鎌倉時代以降は再び農地として利用された。

### 年表
- 1893年（明治26年）4月1日 - 西多摩郡が南多摩郡、北多摩郡と共に東京府へ編入。
- 1921年（大正10年）4月1日 - 草花村、菅生村、瀬戸岡村、原小宮村が合併し多西村（たさいむら）を新設。
- 1925年（大正14年）4月21日 - 五日市鉄道（現在の五日市線）が開業。
- 1943年（昭和18年）7月1日 - 都制施行により、東京府、東京市が統合し東京都を新設[10]。
- 1955年（昭和30年）4月1日 - 東秋留村、西秋留村、多西村が合併し秋多町（あきたまち）を新設[10]。
- 1964年（昭和39年）11月23日 - 初代の市章となる町章を制定[6][2]。
- 1972年（昭和47年）5月5日 - 秋多町が市制施行し秋多市となるが、同日秋川市と改名[6][10]。
- 1972年（昭和47年）10月24日 - 市木と市花が制定される[6]。
- 1982年（昭和57年） - 国道411号が制定。
- 1989年（平成元年）4月1日 - 「スポーツと音楽のまち宣言」をする[8]。
- 1992年（平成4年） 4月1日 - 2代目の市章を制定[8]。
- 1995年（平成7年）9月1日 - 五日市町と合併、あきる野市新設に伴い廃止[3]。
  - 秋川市役所庁舎がそのままあきる野市役所庁舎として現在も使用されている。

## 地域

### 大字
- 秋川
- 秋留
- 油平
- 雨間
- 牛沼
- 小川
- 小川東
- 代継
- 切欠
- 草花
- 下代継
- 菅生
- 瀬戸岡
- 二宮
- 二宮東
- 野辺
- 原小宮
- 原小宮
- 引田
- 平沢
- 平沢西
- 平沢東
- 渕上

## 行政
東秋留村長
- 平野太郎右衛門　1889年5月 - 1892年3月
- 久保島源十郎　1892年5月 - 1895年3月
- 内田嘉右衛門　1895年4月 - 1903年4月
- 丸山又四郎　1903年5月 - 1903年7月
- 森田儀左衛門　1903年8月 - 1904年3月
- 三神徳太郎　1904年4月 - 1914年2月
- 平野英一　1914年3月 - 1918年3月
- 久保島源十郎　1918年10月 - 1921年5月
- 森田昌一　1921年11月 - 1922年12月
- 内田研吉　1922年12月 - 1926年12月
- 森田貞良　1926年12月 - 1930年1月
- 平野英一　1930年2月 - 1934年2月
- 橋本千代蔵　1934年2月 - 1942年2月
- 杉本永十郎　1942年2月 - 1946年2月
- 久野木文三　1946年4月 - 1947年4月
- 堀江完一　1947年4月 - 1955年3月

西秋留村長
- 西原武三　1889年5月 - 1890年10月
- 瀬沼安兵衛　1891年2月 - 1896年4月
- 近藤権治郎　1896年10月 - 1903年3月
- 坂本雄竹　1903年3月 - 1916年5月
- 武内喜一郎　1916年5月 - 1920年5月
- 瀬沼利氏　1920年8月 - 1926年11月
- 中村八郎右衛門　1926年12月 - 1930年8月
- 堀江儀三郎　1930年8月 - 1934年2月
- 平野宗一　1934年2月 - 1946年2月
- 中村八郎右衛門　1946年2月 - 1955年3月

歴代町長
- 村木光三　1955年4月 - 1963年4月
- 近藤秀雄　1963年4月 - 1967年4月
- 細谷政夫　1967年4月 - 1971年4月
- 近藤秀雄　1971年4月 - 1972年5月

特記なき場合『日本の歴代市長 : 市制施行百年の歩み』などによる。
| 代 | 氏名     | 就任                      | 退任                     | 備考                     |
| -- | -------- | ------------------------- | ------------------------ | ------------------------ |
| 1  | 近藤秀雄 | 1972年（昭和47年）5月5日  | 1977年（昭和52年）1月1日 | 旧秋多町長、在任中に死去 |
| 2  | 臼井孝   | 1977年（昭和52年）2月20日 | 1995年（平成7年）8月31日 | 廃止                     |

### 施設
- 秋川市役所

#### 警察・消防
市内の警察署の管轄は福生警察署であった。人口増加によって市内に警察署の設置が誘致されてきたが実現しなかった。消防署は秋川消防署がある。

### 行政区域変遷
- 変遷の年表

| 秋川市市域の変遷（年表） | 秋川市市域の変遷（年表） | 秋川市市域の変遷（年表） |
| 年                       | 月日                     | 旧秋川市市域に関連する行政区域変遷 |
| ------------------------ | ------------------------ | --- |
| 1889年（明治22年）       | 4月1日                   | 町村制施行により、以下の村が発足。 - 東秋留村 ← 雨間村・野辺村・小川村・二宮村・平沢村 - 西秋留村 ← 引田村・淵上村・上代継村・下代継村・油平村・牛沼村 - 草花村 ← 草花村単独で村制施行 - 菅生村 ← 菅生村単独で村制施行 - 瀬戸岡村 ← 瀬戸岡村単独で村制施行 - 原小宮村 ← 原小宮村単独で村制施行 |
| 1893年（明治26年）       | 4月1日                   | 西多摩郡は南多摩郡・北多摩郡とともに東京府へ編入。 |
| 1921年（大正10年）       | 4月1日                   | 草花村・菅生村・瀬戸岡村・原小宮村が合併し多西村が発足。 |
| 1943年（昭和18年）       | 7月1日                   | 都制施行により、東京府、東京市が合併し東京都が発足。 |
| 1955年（昭和30年）       | 4月1日                   | 多西村・東秋留村・西秋留村とともに合併し秋多町が発足。 |
| 1971年（昭和46年）       | 4月1日                   | 八王子市の一部（高月町の一部）は秋多町に編入。 |
| 1972年（昭和47年）       | 5月5日                   | 秋多町が市制施行・改称して秋川市となる。 |
| 1995年（平成7年）        | 9月1日                   | 秋川市は五日市町と合併しあきる野市が発足。秋川市は消滅。 |

- 変遷表

| 秋川市市域の変遷表 | 秋川市市域の変遷表 | 秋川市市域の変遷表  | 秋川市市域の変遷表 | 秋川市市域の変遷表    | 秋川市市域の変遷表                                        | 秋川市市域の変遷表              | 秋川市市域の変遷表       | 秋川市市域の変遷表 |
| 1868年 以前        | 1868年 以前        | 明治元年 - 明治22年 | 明治22年 4月1日    | 明治22年 - 昭和19年   | 昭和20年 - 昭和64年                                       | 昭和20年 - 昭和64年             | 平成元年 - 現在          | 現在               |
| ------------------ | ------------------ | ------------------- | ------------------ | --------------------- | --------------------------------------------------------- | ------------------------------- | ------------------------ | ------------------ |
|                    | 雨間村             | 雨間村              | 東秋留村           | 東秋留村              | 昭和30年4月1日 秋多町                                     | 昭和47年5月5日 秋川市に市制改称 | 平成7年9月1日 あきる野市 | あきる野市         |
|                    | 野辺村             |                     | 東秋留村           | 東秋留村              | 昭和30年4月1日 秋多町                                     | 昭和47年5月5日 秋川市に市制改称 | 平成7年9月1日 あきる野市 | あきる野市         |
|                    | 小川村             |                     | 東秋留村           | 東秋留村              | 昭和30年4月1日 秋多町                                     | 昭和47年5月5日 秋川市に市制改称 | 平成7年9月1日 あきる野市 | あきる野市         |
|                    | 二宮村             |                     | 東秋留村           | 東秋留村              | 昭和30年4月1日 秋多町                                     | 昭和47年5月5日 秋川市に市制改称 | 平成7年9月1日 あきる野市 | あきる野市         |
|                    | 平沢村             |                     | 東秋留村           | 東秋留村              | 昭和30年4月1日 秋多町                                     | 昭和47年5月5日 秋川市に市制改称 | 平成7年9月1日 あきる野市 | あきる野市         |
|                    | 引田村             | 引田村              | 西秋留村           | 西秋留村              | 昭和30年4月1日 秋多町                                     | 昭和47年5月5日 秋川市に市制改称 | 平成7年9月1日 あきる野市 | あきる野市         |
|                    | 淵上村             |                     | 西秋留村           | 西秋留村              | 昭和30年4月1日 秋多町                                     | 昭和47年5月5日 秋川市に市制改称 | 平成7年9月1日 あきる野市 | あきる野市         |
|                    | 上代継村           |                     | 西秋留村           | 西秋留村              | 昭和30年4月1日 秋多町                                     | 昭和47年5月5日 秋川市に市制改称 | 平成7年9月1日 あきる野市 | あきる野市         |
|                    | 下代継村           |                     | 西秋留村           | 西秋留村              | 昭和30年4月1日 秋多町                                     | 昭和47年5月5日 秋川市に市制改称 | 平成7年9月1日 あきる野市 | あきる野市         |
|                    | 油平村             |                     | 西秋留村           | 西秋留村              | 昭和30年4月1日 秋多町                                     | 昭和47年5月5日 秋川市に市制改称 | 平成7年9月1日 あきる野市 | あきる野市         |
|                    | 牛沼村             |                     | 西秋留村           | 西秋留村              | 昭和30年4月1日 秋多町                                     | 昭和47年5月5日 秋川市に市制改称 | 平成7年9月1日 あきる野市 | あきる野市         |
|                    | 上草花村           | 明治初年頃 草花村   | 草花村             | 大正10年4月1日 多西村 | 昭和30年4月1日 秋多町                                     | 昭和47年5月5日 秋川市に市制改称 | 平成7年9月1日 あきる野市 | あきる野市         |
|                    | 下草花村           | 明治初年頃 草花村   | 草花村             | 大正10年4月1日 多西村 | 昭和30年4月1日 秋多町                                     | 昭和47年5月5日 秋川市に市制改称 | 平成7年9月1日 あきる野市 | あきる野市         |
|                    | 菅生村             | 菅生村              | 菅生村             | 大正10年4月1日 多西村 | 昭和30年4月1日 秋多町                                     | 昭和47年5月5日 秋川市に市制改称 | 平成7年9月1日 あきる野市 | あきる野市         |
|                    | 瀬戸岡村           | 瀬戸岡村            | 瀬戸岡村           | 大正10年4月1日 多西村 | 昭和30年4月1日 秋多町                                     | 昭和47年5月5日 秋川市に市制改称 | 平成7年9月1日 あきる野市 | あきる野市         |
|                    | 原小宮村           | 原小宮村            | 原小宮村           | 大正10年4月1日 多西村 | 昭和30年4月1日 秋多町                                     | 昭和47年5月5日 秋川市に市制改称 | 平成7年9月1日 あきる野市 | あきる野市         |
|                    | 高月村の一部       | 高月村の一部        | 加住村 の一部      | 加住村の一部          | 昭和30年4月1日 八王子市に編入 昭和46年4月1日 秋多町に編入 | 昭和47年5月5日 秋川市に市制改称 | 平成7年9月1日 あきる野市 | あきる野市         |

### 市章・市旗

#### 初代
- 秋多町制時の1964年11月23日に公募によって制定された。「ア」を中央に抽象的に置き、「川」は「市民・市長・議会」を三本の線で表し、それらを合わせて当市の融和と発展を表徴している[6][2]。市旗は制定されていないが、便宜的に地色は紺色であり、紋章は白色が指定されている[2]。

#### 2代
- 単独市制20周年を記念して1992年4月1日に制定された。「ア」を図案化し、全体の特徴は曲線を描いている。色が指定されており、青色は秋川、平井川などの河川を表し、緑色は秋留台地の丘陵を筆頭とする自然を表している[8]。市旗は地色は白色であり、紋章は指定色である。しかし合併により使用されたのはわずか3年半であった。

初代の秋川市章
初代の秋川市旗
2代目の秋川市章
2代目の秋川市旗

## 教育
単独市制施行前までは、中学校は1校・小学校は4校あったのが、東京都心のベッドタウン化によって若年家族を含む居住人口が増加したことで児童生徒も増え、中学校は4校、小学校は8校になった。その他には幼稚園が新設された。

### 高等学校
- 東京都立秋川高等学校
- 東京都立秋留台高等学校
- 東海大学菅生高等学校

### 中学校
- 秋川市立秋多中学校
- 秋川市立東中学校
- 秋川市立西中学校
- 秋川市立御堂中学校

### 小学校
- 秋川市立東秋留小学校
- 秋川市立西秋留小学校
- 秋川市立多西小学校
- 秋川市立屋城小学校
- 秋川市立南秋留小学校
- 秋川市立草花小学校
- 秋川市立一の谷小学校
- 秋川市立前田小学校

## 交通

### 鉄道　中心となる駅秋川駅
- 東日本旅客鉄道
  - ■五日市線
    - 東秋留駅 - 秋川駅 - 武蔵引田駅

### 道路
- 一般国道
  - 国道411号
- 主要地方道
  - 東京都道7号杉並秋川線
  - 東京都道29号立川青梅線
- 一般都道
  - 東京都道165号伊奈福生線
  - 東京都道166号瑞穂秋川八王子線
  - 東京都道168号東秋留停車場線
  - 東京都道176号楢原秋川線
  - 東京都道184号奥多摩秋川線

## 観光地
- 秋川渓谷
- 二宮神社

## 出身著名人
- 村木英幸 - 元・あきる野市長
- 優香 - タレント

### 書籍
- 中川幸也『シリーズ人間とシンボル第2号「都市の旗と紋章」』中川ケミカル、1987年10月11日。
- 歴代知事編纂会 編集『日本の歴代市長 : 市制施行百年の歩み』 第1、歴代知事編纂会、1983年。

### 自治体冊子
- 秋川市役所『わが街 秋川 市制5周年記念秋川市勢要覧』秋川市、1977年3月。
- 秋川市秘書広報課『秋川市制20周年記念市勢要覧 1992』秋川市、1992年3月。
- 秋川市・五日市町合併の記録 (Report). あきる野市. 1995. 2022年4月10日閲覧。